# Bobby Terry
Florence "Bobby" Mary Terry (nascida Taylor) (1898–1976) foi uma aviadora australiana. Ela foi a primeira mulher a ter seu próprio avião na Austrália, a primeira mulher autorizada a pilotar hidroaviões e a segunda mulher a obter uma licença de piloto comercial na Austrália.

## Vida
Terry era filha do capitão RS Taylor de Brisbane, Queensland.
Ela foi a segunda esposa de John Edgar Terry (1884–1934), com quem teve um filho que morreu na infância. Em 1938, ela se casou com o colega piloto Monte Fowler.

Terry obteve sua licença de piloto 'A' em 1928. Em 1929, ela recebeu o aval para pilotar hidroaviões após aulas em um Dornier Libelle sob a instrução de Jerry Pentland. No ano seguinte, 1930, ela obteve sua licença de piloto 'B'. Ela era membro dos Noventa e Nove.